# エルンスト・ハンペ

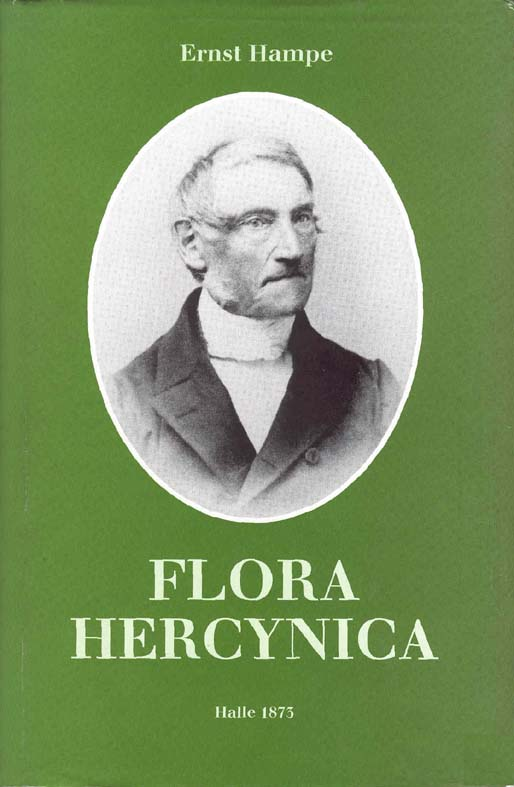
主著の復刻版のハンペの肖像

ゲオルク・エルンスト・ルードヴィッヒ・ハンペ（Georg Ernst Ludwig Hampe、1795年7月5日 – 1880年11月23日）はドイツの薬剤師、植物学者、特にコケ類の研究家である。

## 略歴
ニーダーザクセン州のヒュルステンベルクに生まれた。高校を卒業した後、1910年からブラケルの叔父の薬局で見習い薬剤師となった。見習い期間が終わるとブラバント州の採集調査に参加した。ハレの高等薬学校で授業に参加し、植物学者のシュプレンゲル（Kurt Sprengel）とカウルフス（Georg Friedrich Kaulfuß）と知り合った。1818年にゲッティンゲンに移り、ゲッティンゲン大学の薬局で働き始め、シュプレンゲルの講義を受けた。1820年にカッセルでの薬剤師試験に合格し、各地で薬剤師として働いて、1825年から1864年まで、ブランケンブルクで薬局を開いた。ブランケンブルクにいる間に薬用植物や、ドイツの中北部のハルツ山脈の植物を収集した。1832年にハルツ自然史クラブ（Naturwissenschaftlichen Verein des Harzes）を設立した。コケ類学者、カール・ミューラーと知り合い、アメリカや中南米、南アフリカ、オセアニアの苔類の研究を始めた。1827年から1851年の間にミューラーと1,372種の新種のコケを記録した。マゴケ綱のシラガゴケ類(Leucobryum)などの学名を命名した。
1875年に著書『ハルツ地域の植物』（"Flora Hercynica"）でゲッティンゲン大学から教授職の栄誉を得た。没後、ハンペの標本と25,000点の資料は大英自然史博物館に収蔵された。

## 著作
- Prodromus florae Hercyniae oder Verzeichniss der in dem Harzgebiete wildwachsenden Pflanzen (Halle 1836, Nordhausen 1842)
- Linnaea (1844)
- Icones muscorum novorum vel minus cognitorum' (Bonn 1844)
- Flora Hercynica oder Aufzählung der im Harzgebiete wildwachsenden Gefässpflanzen, G. Schwetschke'scher Verlag. 1873
- Flora Hercynica (Halle 1875)